# Siklósbodony
Siklósbodony je vas na Madžarskem, ki upravno spada pod podregijo Siklósi Županije Baranja.